# Epamera pseudofrater
Epamera pseudofrater är en fjärilsart som beskrevs av Henry Stempffer 1962. Epamera pseudofrater ingår i släktet Epamera och familjen juvelvingar. Inga underarter finns listade i Catalogue of Life.